# Aardbeving Sumatra augustus 2017
De aardbeving bij Sumatra op 13 augustus 2017 gebeurde om 13:03:08 UTC (10.03 uur lokale tijd). Het epicentrum lag voor de westkust van Zuid-Sumatra op 75 kilometer van de stad Bengkulu.
Er werd geen tsunamiwaarschuwing afgegeven.

## Tektonische achtergrond
Indonesië ligt op een onstabiele breuklijn, die ook wel de Pacifische Ring van Vuur wordt genoemd. Vandaar dat hier vaak aardbevingen voorkomen.